# Ben Feringa
Bernard Lucas „Ben“ Feringa (* 18. května 1951 Barger-Compascuum) je nizozemský chemik specializující se na molekulární nanotechnologie. V roce 2016 získal Nobelovu cenu za chemii (spolu s Francouzem Jeanem-Pierre Sauvagem a Britem Fraserem Stoddartem), a to „za design a syntézu molekul s kontrolovanými pohyby, které dokáží plnit určité úkoly, když je jim dodána energie“, neboli za vývoj tzv. molekulárních strojů. Je profesorem Stratinghova chemického ústavu Univerzity v Groningenu. Na stejné univerzitě získal magisterské (1974) i doktorské (1978) vzdělání v oboru chemie. Profesorský titul získal v roce 1984.
Původně se věnoval zejména asymetrické syntéze. V 90. letech se přeorientoval na fotochemii a odtud vedla již přímá cesta ke konstrukci prvního molekulárního rotoru. Nakonec se mu v roce 1999 podařilo vyvinout molekulární „autíčko“ řízené elektrickými impulsy. Je držitelem třiceti patentů. V roce 2017 navštívil Prahu a přednášel v Ústavu organické chemie a biochemie Akademie věd ČR. Při té příležitosti se stal hostem pořadu Hyde Park Civilizace České televize.